# Sevgein
Sevgein (tot 1943 officieel in het Duits Seewis im Oberland; Italiaans (verouderd): Savienno) is een plaats en voormalige gemeente in het Zwitserse kanton Graubünden, behorend tot de gemeente Ilanz/Glion. Het telde eind 2013 als afzonderlijke gemeente 197 inwoners. In 2014 hield de gemeente Sevgein op te bestaan.
- Bibliothèque nationale de France: cb11962267d (data)
- Historisch woordenboek van Zwitserland: 001447
- Virtual International Authority File: 234808443
- WorldCat: E39PBJyxmHBjcVyx8FbwvPR3Qq